# Veratrum lobelianum
Veratrum lobelianum là một loài thực vật có hoa trong họ Melanthiaceae. Loài này được Bernh. miêu tả khoa học đầu tiên năm 1807.